# Арлингтон (Канзас)
Арлингтон (енгл. Arlington) град је у америчкој савезној држави Канзас.

## Демографија
По попису из 2010. године број становника је 473, што је 14 (3,1%) становника више него 2000. године.
| Група             | 2000.       | 2010.       |
| Белци             | 447 (97,4%) | 459 (97,0%) |
| Афроамериканци    | 1 (0,2%)    | 3 (0,6%)    |
| Азијати           | 0 (0,0%)    | 0 (0,0%)    |
| Хиспаноамериканци | 6 (1,3%)    | 6 (1,3%)    |
| Укупно            | 459         | 473         |